# Bất bình đẳng kinh tế

Sự khác biệt trong bình đẳng thu nhập quốc dân trên toàn thế giới được đo bằng hệ số Gini quốc gia.

Bất bình đẳng kinh tế (còn được gọi là khoảng cách giàu nghèo, bất bình đẳng thu nhập) là chênh lệch giữa các cá nhân, các nhóm trong xã hội hay giữa các quốc gia trong việc phân phối các tài sản, sự giàu có, hay thu nhập. Các vấn đề bất bình đẳng kinh tế liên quan đến công bằng, bình đẳng về kết quả, bình đẳng về cơ hội, và tuổi thọ.
Nhiều quan điểm khác nhau về tác động của nó. Một nghiên cứu năm 2010 xem nó là có lợi, trong khi các nghiên cứu khác gần đây coi đó là một vấn đề xã hội đang phát triển. Mặc dù một số bất bình đẳng thúc đẩy đầu tư nhưng quá nhiều bất bình đẳng sẽ là phá hoại. Bất bình đẳng thu nhập có thể gây trở ngại cho tăng trưởng dài hạn. Các nghiên cứu thống kê so sánh bất bình đẳng đến tăng trưởng kinh tế hàng năm không đi đến kết luận nào.
Bất bình đẳng kinh tế khác nhau giữa các xã hội, giữa giai đoạn lịch sử, cơ cấu kinh tế và các hệ thống (ví dụ, chủ nghĩa tư bản hay chủ nghĩa xã hội), và giữa các khả năng của từng cá nhân để tạo ra sự giàu có.
Có các chỉ số khác nhau để đo lường bất bình đẳng kinh tế. Một trong những chỉ số nổi bật là hệ số Gini, nhưng cũng có nhiều phương pháp khác.